# Songeson
Songeson é uma comuna francesa na região administrativa de Borgonha-Franco-Condado, no departamento de Jura. Estende-se por uma área de 8,42 km². Em 2010 a comuna tinha 70 habitantes (densidade: 8,3 hab./km²).